# Luperina aequalis
Luperina aequalis är en fjärilsart som beskrevs av Karl Schawerda 1911. Luperina aequalis ingår i släktet Luperina och familjen nattflyn. Inga underarter finns listade i Catalogue of Life.